# Квальо, Франц
Франц Квальо (нем. Franz Quaglio; 22 апреля 1844, Мюнхен — 19 февраля 1920, Вассербург-ам-Инн) — немецкий живописец бытового жанра и художник-анималист.

## Биография
Франц Квальо был сыном Симона Квальо (1795—1878), живописца архитектурных видов, декоратора Мюнхенских королевских театров, пейзажиста и литографа, представитель большой семьи потомственных художников родом из селения Лаино, расположенного между озером Комо и озером Лугано (Ломбардия). Его дед в 1771 году уехал в Германию, поступил на службу ко двору курфюрста Карла Теодора Баварского, работал в оперном театре в Мангейме. В 1778 году переехал в Мюнхен, где и родились его дети и внуки.
Первые уроки живописи Франц Квальо получил у отца. В 1862 году поступил в Мюнхенскую академию изобразительных искусств, где учился под руководством Франца Адама.
С 1864 года экспонировал свои произведения на многих выставках. Получил признание как мастер миниатюрных картин на бытовые, ориентальные и батальные темы. Писал пейзажи. Большое влияние на его творчество оказал немецкий живописец академического направления Карл Теодор фон Пилоти. Франц Квальо был плодовитым художником, он много путешествовал, побывал в Италии, Турции, Греции и на Кавказе.
Он никогда не занимал официальной должности преподавателя, но давал частные уроки живописи; среди его учениц была, в частности, Вильма Львов-Парлаги.
Работы художника представлены в Ленбаххаусе в Мюнхене, художественных музеях Майнца, Вассербурга, Денкендорфа и других.

## Галерея

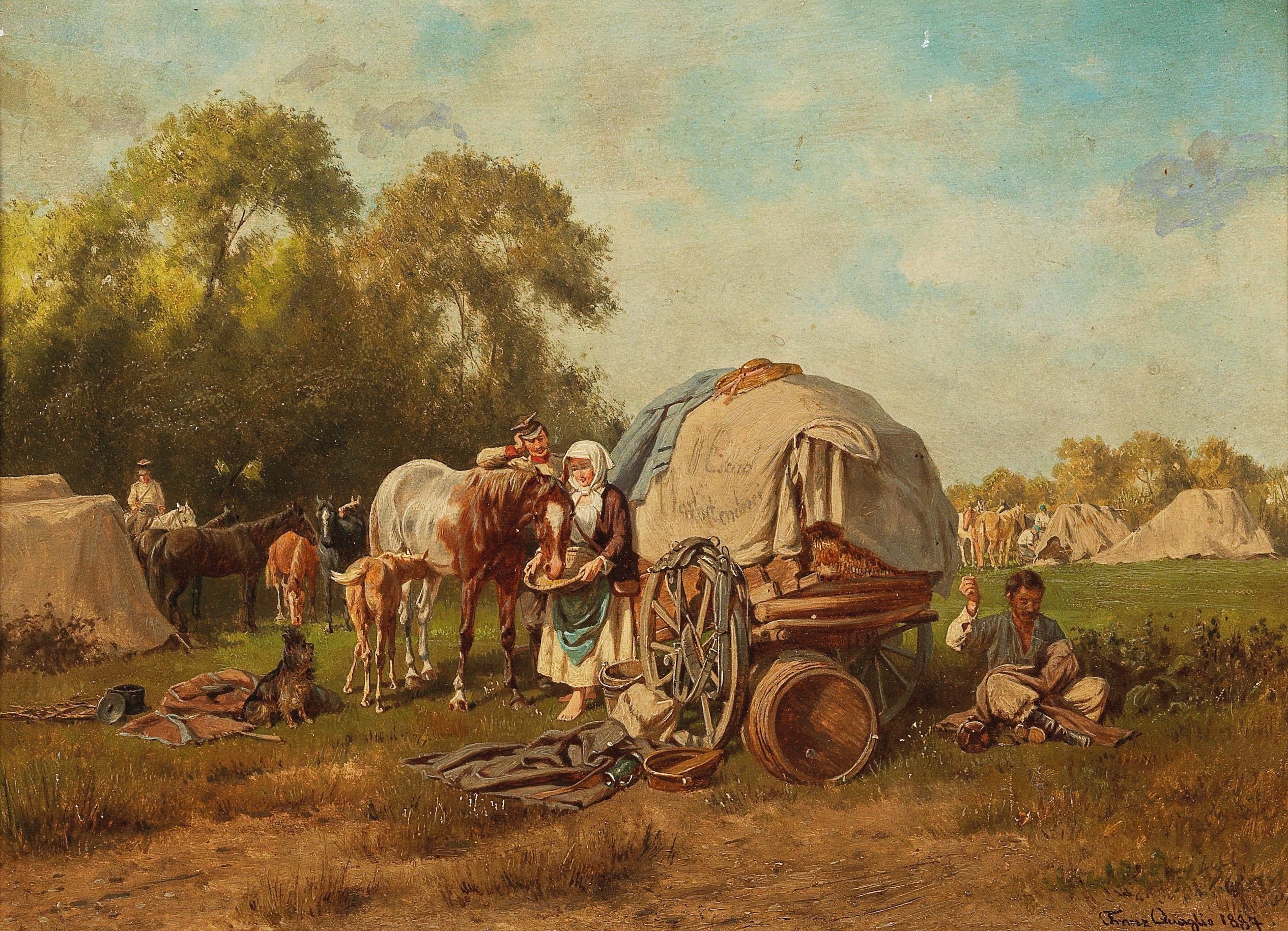
Отдых. 1887. Дерево, масло. Частное собрание
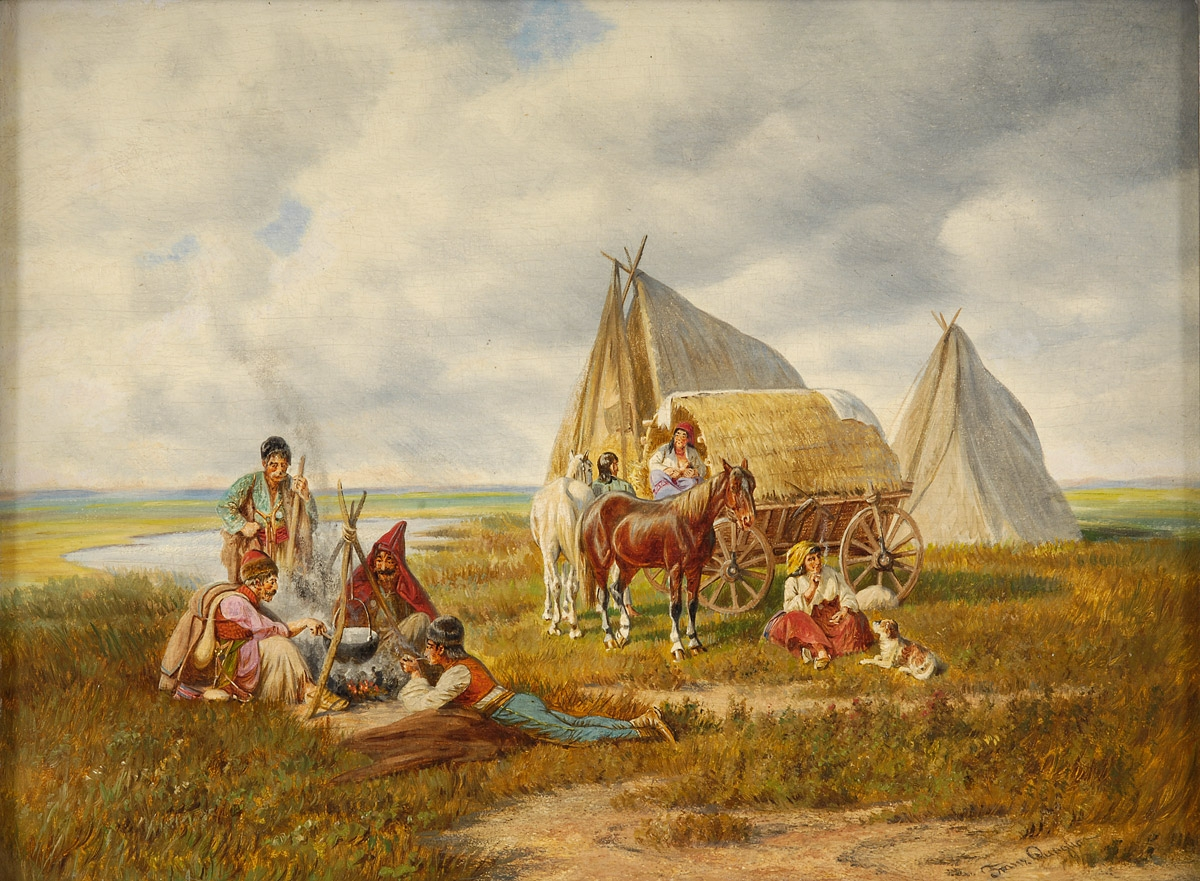
Остановка в Пуште. Ок. 1920. Дерево, масло. Частное собрание
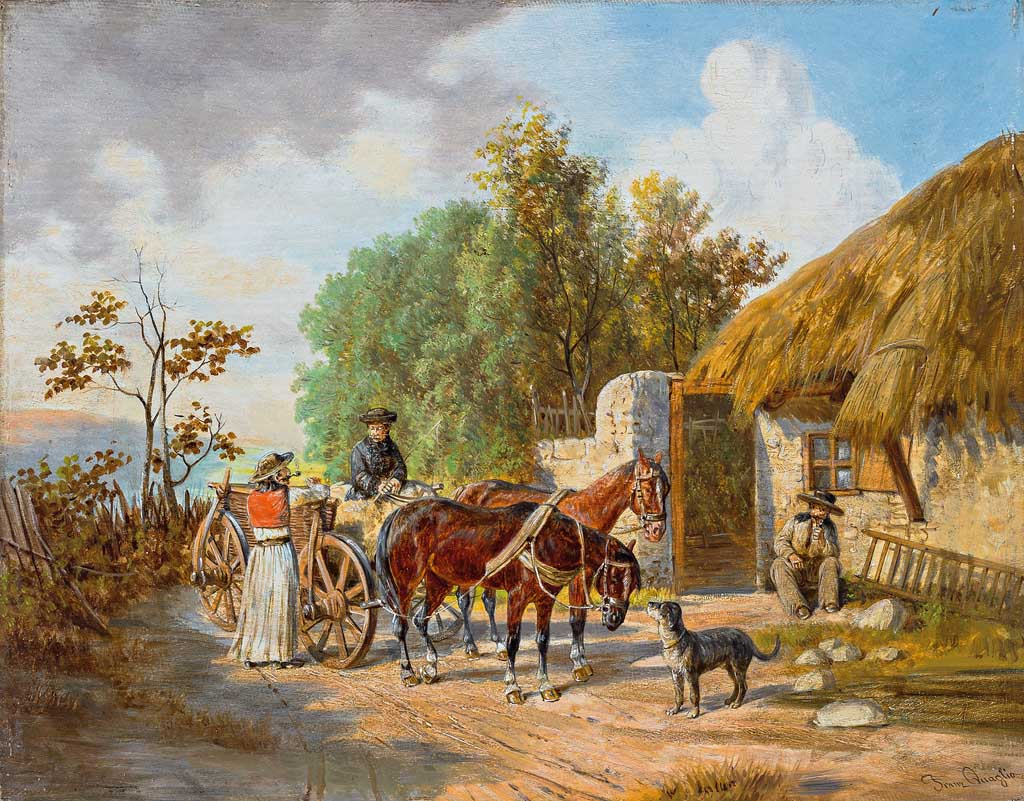
Запряженная лошадьми телега и болтающие венгры перед соломенной хижиной в солнечный поздний летний день. До 1920. Дерево, масло. Частное собрание
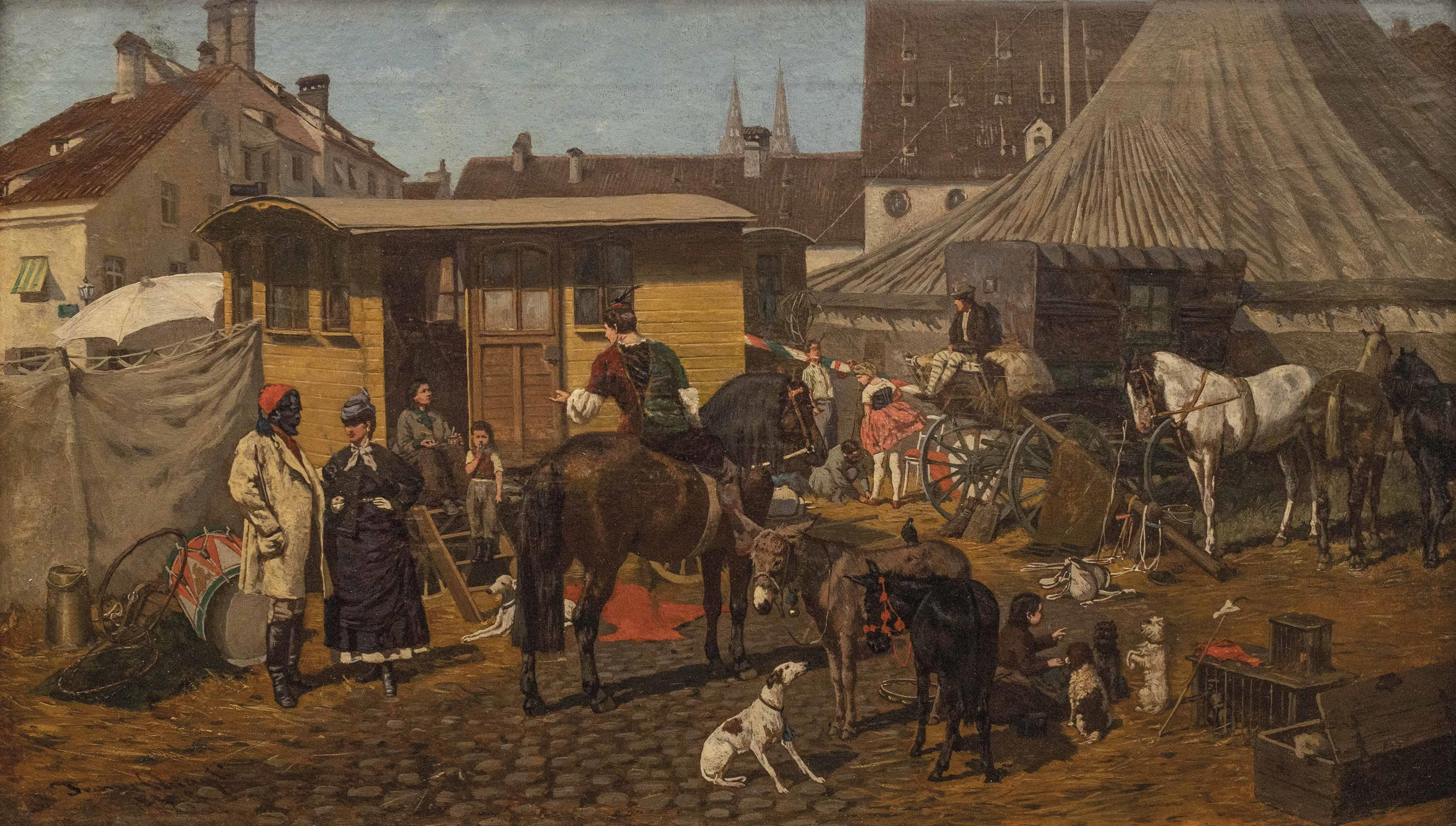
Цирк на улице Якобсплац в Мюнхене. 1878. Дерево, масло. Частное собрание
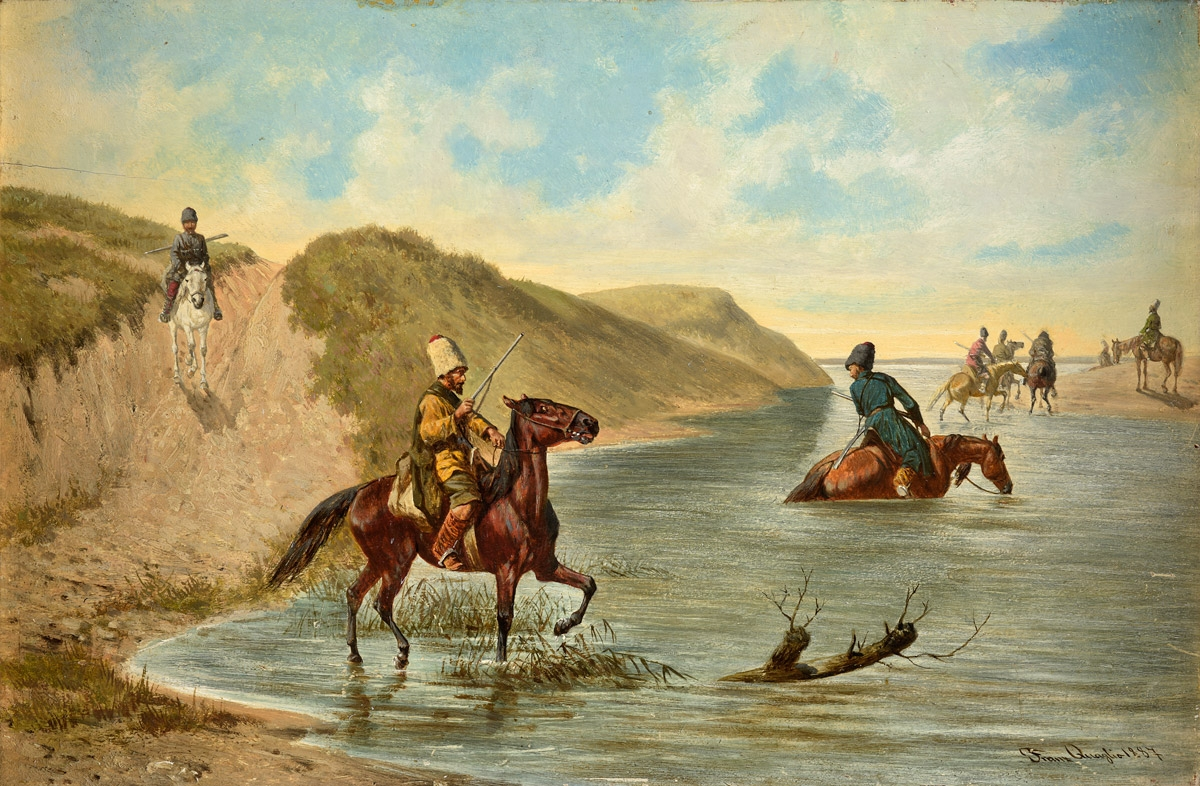
Казаки переправляются через реку. 1887. Дерево, масло. Частное собрание